# Antoni Mycielski
Antoni Mycielski herbu Dołęga (zm. 13 października 1750 roku) – kasztelan sieradzki w latach 1729–1750, starosta wschowski w latach 1720–1729, chorąży mniejszy łęczycki w latach 1714–1720.
Był członkiem konfederacji generalnej zawiązanej 27 kwietnia 1733 roku na sejmie konwokacyjnym. 10 lipca 1737 roku podpisał we Wschowie konkordat ze Stolicą Apostolską.